# Морат, Инге
Ингеборг Хермина «Инге» Морат (англ. Ingeborg Hermine «Inge» Morath, нем. Inge Mörat; 27 мая 1923, Грац — 30 января 2002, Нью-Йорк) — европейский и американский фотограф; родилась в Австрии. В 1953 году она присоединилась к парижскому агентству Magnum Photos — стала полноправным членом в 1955 году. Морат была последней женой драматурга Артура Миллера: их дочь — сценарист и режиссёр Ребекка Миллер.

## Биография

### Ранние годы (1923—1945)
Ингеборг Хермина Морат родилась в Граце (Австрия) в семье учёных Матильды (урождённой Вислер) и Эдгара Мората. В детстве Инге семья много путешествовала по разным лабораториям и университетам Европы. В тот период её родители перешли из католицизма в протестантизм. Первоначально Инге обучалась во франкоязычных школах, а в 1930-х годах переехала с семьёй в Дармштадт, а затем — в Берлин. Она училась в Luisenschule около берлинского вокзала Bahnhof Friedrichstraße.
Первое знакомство Мората с авангардным искусством стала выставка «Дегенеративного искусства», организованной нацистской партией в 1937 году, чтобы настроить общественное мнение Германии против современного искусства в целом. «Меня захватили несколько таких картин, в частности я влюбилась в „Синюю Лошадь“ Франца Марка», — писала позже сама Морат.
После окончания средней школы Ингеборг поступила в Берлинский университет, где изучала ряд европейских языков: она свободно говорила на французском, английском и румынском, в дополнение к родному немецкому. Позже к ним добавились испанский, русский и китайский. К концу Второй мировой войны Морат был призвана на службу — она работала на заводе в Темпельхофе, вместе с украинскими военнопленными. Во время налёта на завод советских бомбардировщиков её удалось бежать и добраться до Австрии. Позднее Морат отказывалась фотографировать боевые действия, предпочитая передавать их последствия.

### Средние годы (1945—1962)
После войны Морат работала переводчиком и журналистом. Она случайно встретилась с фотографом Эрнстом Хаасом в послевоенной Вене: они стали работать вместе. В 1949 году Морат и Хаас присоединились к основанному недавно агентству Magnum Photos (Париж). В 1951 году, вступив в недолгий брак с британским журналистом Лайонелем Берчем, Инге переехала в Лондон. В том же году, во время визита в Венецию, она начала фотографировать сама. После этого Морат несколько месяцев работала секретарём Саймона Гутмана — на этой работе у неё появилась возможность снимать профессионально. Первые свои фотографии она продала под псевдонимом «Эгни Таром» — её собственное имя, записанное в обратной последовательности.
После этого Морат развелась с Берчем и вернулась в Париж, чтобы продолжить карьеру уже в фотографии. В 1953 году, после того как она представила свою первую крупную серию работ (о проекте Worker-Priest), Морат была приглашена в агентство Magnum в качестве фотографа. Её первыми заданиями были истории, к которым не проявили интереса «большие мальчики» (англ. the big boy). В частности, она выехала в Лондон, чтобы фотографировать жителей районов Сохо и Мейфэр: портрет миссис Эвелей Нэш, созданный в тот период, позже вошёл в число наиболее известных работ Морат.
В 1955 году Морат пригласили стать полноправным членом Magnum Photos. В конце 1950-х годов Морат много путешествовала, «рассказывая фотоистории» о Европе, Ближнем Востоке, Африке, Соединенных Штатах и Южной Америке. Её снимки публиковались в таких изданиях, как Holiday, Paris Match и Vogue. В 1955 году была опубликована книга Guerre à la Tristesse (совместно с Робертом Делпиром) — всего же Морат принадлежат более тридцати монографий. Как и другие члены Magnum, Морат часто работала фотографом на съёмках многочисленных фильмов, включая «Мулен Руж» Хьюстона (1952) и «Непрощенный» (1959).

### Последние годы (1962—2002)
После возвращения в Соединенные Штаты, в 1960-х и 70-х годах, Морат работала «ближе к дому», воспитывая детей. В эти годы вышли её книги «В России» (1969) и «Китайские встречи» (1979), описывавшие поездки Инге в Советский Союз и КНР. В 1980-х и 1990-х годах Морат продолжал выполнять как редакционные задания, так и работать над собственными проектами. В 2002 году, работая с режиссёром Региной Страссеггер, она исполнила своё давнее желание вновь увидеть землю своих предков — границу Штирии и Словении. Книга «Последнее путешествие» (2002) и фильм Страссегера «Гренц Роум» («Пограничное пространство», 2002), задокументировали эти поездки Инги Морат в последние годы её жизни.
Морат умерла от рака в 2002 году в Нью-Йорке в возрасте 78 лет, перестав снимать лишь за две недели до кончины. Посмертно была опубликована её работа о последствиях терактов 11 сентября 2001 года.

## Критика
Достижения Морат в течение первого десятилетия её фототворчества признавались критиками весьма значительными. Наряду с Евой Арнольд, Инге была одной из первых женщин, ставших полноправными членами Magnum Photos — этой преимущественно мужской, в те годы, организации. Многие критики писали о «игривом сюрреализме», которым отмечены работы Морат. В зрелых произведениях Морат уже документировала выносливость человеческого духа в ситуациях чрезвычайных трудностей, а также — проявлений экстаза и радости.
К достижениям Морат относили и её портретные работы: в том числе постановочные изображения знаменитостей, а также «мимолётные» изображения анонимных прохожих. Её фотографии дома Бориса Пастернака, библиотеки Пушкина, дома Чехова, спальни Мао Цзэдуна, а также мастерских художников и мемориалов кладбищ были как бы пронизаны «духом невидимых людей». Писатель Филип Рот описал саму Морат как «самую привлекательную, бодрую и, казалось бы, безвредную вуайеристку…».

## Награды и память
- Семья Морат учредила «Фонд Инге Морат» (2003).
- Агентство Magnum Photos учредило ежегодную премию имени Инге Морат (2002): для женщин-фотографов до 30 лет.
- Большая государственная премия Австрии по фотографии (1992)
- Почётная степень Университета Коннектикута (1984)
- Резолюция Сената штата Мичиган № 295; Дань Инге Морат (1983)
- В Зальцбурге проходит церемония «Inge-Morath-Platz», посвящённая памяти фотографа (с 2012).

## Семья
17 февраля 1962 года Инге Морат вышла замуж за драматурга Артура Миллера и переехала в Соединенные Штаты. Первый ребёнок, дочь Ребекка, родился у пары уже в сентябре того же года. Второй ребёнок, Даниэль (с синдромом Дауна), появился на свет в 1966 году. Ребекка Миллер стала кинорежиссёром, актрисой и писательницей.